# کبه (غذا)
کِبه، کُپه، کیبه (به انگلیسی kibbeh) نوعی غذای خاورمیانه‌ای است که محتویات ان از بلغور، پیاز خرد شده و گوشت گاو، بره، بز یا شتر به همراه ادویه‌های گوناگون تشکیل شده و در حالت کلی باید در روغن سرخ شود.
کیبه غذای ملی بسیاری از کشورهای خاورمیانه به شمار می‌آید.

## نگارخانه

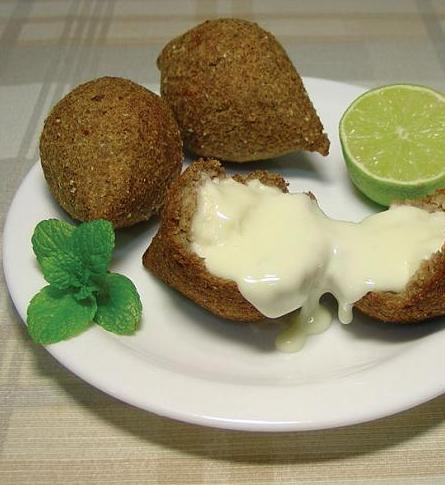
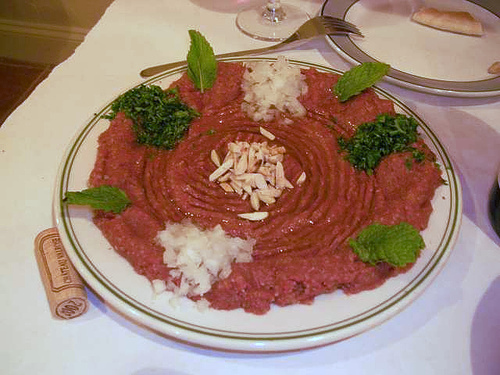
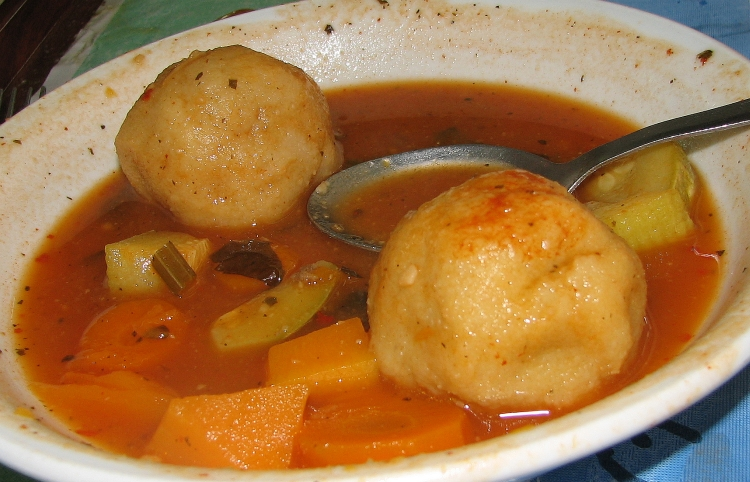